# 日本クルド友好議員連盟
日本クルド友好議員連盟（にほんクルドゆうこうぎいんれんめい、英語: Japan–Kurdistan Parliamentary Friendship Association）は、イラクのクルド人自治政府との外交およびビジネス関係の構築を目的として、2015年10月16日に発足した日本の超党派による議員連盟である。発足当初は自由民主党の国会議員を中心に構成され、会長に中谷元、顧問に平沼赳夫、名誉顧問に頭山興助、事務局長に木下顕伸が就任した。設立時には、イラク・クルディスタン自治区のクルディスタン民主党（KDP）に所属する議員を含むクルド側の政治家9名も参加した。
この議員連盟は、2009年に設立された日本クルド友好協会の関連活動として立ち上げられた。同協会は、イラク・クルディスタン地域政府との外交・ビジネス関係の促進を目的としており、設立当初は名誉会長に平沼赳夫、会長に頭山興助、代表理事に木下顕伸が就任していた。2025年現在も、代表理事は木下が務めている。

## 会員
※2019年時点（退会を表明した者及び議員を失職した者を除く）。
会長
- 中谷元[9][8]

副会長
- 新藤義孝[10][8]
- 森山裕[10][8]
- 長島昭久[10][8]
- 笠浩史[10][8]
- 稲田朋美[8][8]
- 西田昌司[10][8]
- 山田宏[8]

幹事長
- 舟山康江[8]
- 和田政宗[10][8][11]

事務局長
- 木下顕伸[5][7]

## 元会員
- 平沼赳夫（会長→顧問、2023年に退会）[12][13][8]
- 頭山興助（名誉顧問、2023年に退会）[12][8]
- 藤井厳喜（顧問、2023年に退会）[12][8]
- 園田博之（会長代行、引退）[14]
- 中山恭子（引退）[14]
- 大野元裕（埼玉県知事へ転出）[14]
- 薗浦健太郎（副会長、議員辞職）[8]
- 山川百合子（副幹事長、落選）[8]
- 青山繁晴（副幹事長、退会）[15][8]
- 杉田水脈（副幹事長、2023年に退会）[16][8][17]
- 柿沢未途（副会長、議員辞職）[8]
- 今村雅弘（副会長、引退）[8]
- 櫻田義孝（副会長、引退）[8]
- 鷲尾英一郎（副会長、落選）[8]